# Kościół św. Piotra i Pawła w Fürth
Kościół św. Piotra i Pawła – gotycki kościół protestancki, znajdujący się w Fürth, w dzielnicy Poppenreuth. Wewnątrz znajduje się gotycki ołtarz z 1518 r. wykonany przez uczniów Albrechta Dürera, Hansa Springinkleego i Konrada Ehmanna.

## Źródła
- Barbara Ohm: Poppenreuth, Geschichte eines Fürther Dorfes, Herausgeber: Arbeitskreis Dorfgestaltung Poppenreuth e. V. 2011, ISBN 978-3-940889-04-1.